# Coup d'État du 3 novembre 1975 au Bangladesh
Le coup d'État du 3 novembre 1975 au Bangladesh était un coup d'État militaire dirigé par le Major Général Khaled Mosharraf pour écarter du pouvoir les assassins du Sheikh Mujibur Rahman.

## Contexte
Le président du Bangladesh, Sheikh Mujibur Rahman, a été assassiné lors du coup d'État du 15 août 1975 au Bangladesh par des officiers mécontents de l'armée bangladaise dirigés par le major Syed Faruque Rahman. Sheikh Mujibur Rahman a dirigé le Bangladesh pendant la guerre de libération du Bangladesh en 1971. Il a été le président fondateur du Bangladesh et le chef du gouvernement Mujibnagar (le gouvernement bangladais en exil). Après la famine de 1974 au Bangladesh, il a formé une force de sécurité spéciale, Jatiya Rakkhi Bahini, et a créé un État à parti unique, BAKSAL (Bangladesh Krishak Sramik Awami League - Ligue Krishak Sramik Awami du Bangladesh). Les mesures prises par Sheikh Mujibur Rahman n'étaient pas populaires au Bangladesh. Khondaker Mostaq Ahmad était le ministre du commerce dans le cabinet de Sheikh Mujibur Rahman. Après l'assassinat de ce dernier il s'est autoproclamé président du Bangladesh, avec le soutien des officiers de l'armée impliqués dans le coup d'État,,.
Le général de brigade Khaled Mosharraf était un officier bengali de l'armée pakistanaise. Il a rejoint les Mukti Bahini après le début de la guerre de libération du Bangladesh. Il était commandant de secteur. Il a été nommé par le gouvernement Mujibnagar pour diriger le secteur 2 de la Mukti Bahini. Il a survécu à une blessure par balle à la tête pendant la guerre et a été soigné à Lucknow, en Inde. Après que le Bangladesh est devenu un pays indépendant, le gouvernement du Bangladesh lui a décerné le Bir Uttom (en) pour son rôle dans la guerre. En 1975, il était chef d'état-major général de l'armée du Bangladesh,.

## Événements
Après la mort de Sheikh Mujibur Rahman, les assassins avaient établi leur gouvernement basé à Bangabhaban (le palais présidentiel) sous la direction de Khondaker Mostaq Ahmad. Le 3 novembre 1975, le général de brigade Khaled Mosharraf a lancé un coup d'État pour chasser les assassins du pouvoir et Khondaker Mostaq Ahmad de la présidence. Khaled Mosharraf était soutenu par le colonel Shafaat Jamil, le commandant de la 46e brigade d'infanterie indépendante basée à Dacca. Ils s'inquiétaient de la discipline de l'armée avec des officiers subalternes mutinés qui donnaient des ordres depuis le palais présidentiel. Khaled Mosharraf et le chef des armées, Ziaur Rahman, n'étaient pas d'accord sur le moment où il fallait chasser les rebelles du pouvoir. Khaled voulait que cela soit fait le plus rapidement possible, tandis que Zia voulait attendre que les armes lourdes soient retirées du palais présidentiel. Il a utilisé des hélicoptères de l'armée de l'air du Bangladesh pour effrayer les rebelles retenus dans le palais présidentiel,.
Alors qu'un affrontement militaire semblait imminent, Muhammad Ghulam Tawab (en), le chef de l'armée de l'air, a réussi à convaincre les rebelles de négocier leur départ du pouvoir et du palais présidentiel. Muhammad Ghulam Tawab avait été nommé à son poste par les rebelles après l'assassinat de Sheikh Mujibur Rahman. Les rebelles ont accepté à la condition qu'on leur assure un passage sûr vers la Thaïlande. Le 3 novembre 1975, avant de partir en exil, les rebelles ont tué quatre dirigeants de la Ligue Awami en prison. Ces quatre dirigeants étaient Syed Nazrul Islam, ancien vice-président et président par intérim du Bangladesh, Tajuddin Ahmad, ancien premier ministre du Bangladesh, Muhammad Mansur Ali, ancien premier ministre du Bangladesh, et Abul Hasnat Muhammad Kamaruzzaman, ancien ministre de l'Intérieur du Bangladesh. Khaled Mosharraf a ordonné l'arrestation de KM Obaidur Rahman, Nurul Islam Manzur, Shah Moazzem Hossain et Taheruddin Thakur, des politiciens de la Ligue Awami du Bangladesh qui s'étaient ralliés à Khondaker Mostaq Ahmad. Le 4 novembre, Khaled Mosharraf  est promu général de division et nommé chef d'état-major de l'armée. Ziaur Rahman a été mis à la retraite et placé en résidence surveillée dans le cantonnement de Dacca. Le juge Abu Sadat Mohammad Sayem, Juge en chef du Bangladesh, est nommé président et remplace Khondaker Mostaq Ahmad,.
Le major général Khaled Mosharraf est tué lors du coup d'État du 7 novembre 1975 au Bangladesh, mené par le colonel Abu Taher avec le soutien du Jatiya Samajtantrik Dal. Le colonel Najmul Huda et le lieutenant-colonel Abu Taher Mohammad Haider ont également été tués lors de ce coup d'État. Les officiers étaient en visite au 10e régiment du Bengale oriental lorsqu'ils ont été tués par les soldats du régiment. Le coup d'État a également libéré et réintégré le général Ziaur Rahman,.

## Héritage
Au Bangladesh, le 3 novembre est considéré comme le Jail Killing Dayy , en raison de l'assassinat de quatre dirigeants dans la prison centrale de Dacca.